# Taekwondo nos Jogos Pan-Americanos de 2023
As competições de taekwondo nos Jogos Pan-Americanos de 2023 em Santaigo, no Chile, foram realizadas entre 21 e 24 de outubro de 2023 no Centro de Esportes de Contato, localizado no Parque Esportivo do Estádio Nacional. Treze eventos foram disputados, sendo dez no kyorugi (cinco por gênero), incluindo as estreias dos eventos por equipe, e três no poomsae.

## Qualificação
Um total de 136 taekwondistas poderiam se classificarar para competir. Cada Comitê Olímpico Nacional poderia inscrever no máximo 10 competidores (oito no kyorugi e dois no poomsae). O país anfitrião, Chile, classificou automaticamente o número máximo de competidores (10) e participou em todos os eventos. Houve oito convites distribuídos no kyorugi e dois no poomsae. As vagas foram alocadas em um torneio classificatório realizado no Rio de Janeiro em março de 2023.

## Nações participantes
Um total de 26 CONs qualificaram pelo menos um taekwondista em um dos eventos, com a quantidade de competidores entre parênteses.
- ARG Argentina (9)
- BAR Barbados (1)
- BOL Bolívia (2)
- BRA Brasil (10)
- CAN Canadá (12)
- CHI Chile (11)
- COL Colômbia (9)
- CRC Costa Rica (3)
- CUB Cuba (11)
- ESA El Salvador (1)
- EAI Equipe de Atletas Independentes (5)
- ECU Equador (11)
- USA Estados Unidos (15)
- GUY Guiana (1)
- HAI Haiti (2)
- HON Honduras (2)
- JAM Jamaica (1)
- MEX México (15)
- NCA Nicarágua (4)
- PAN Panamá (1)
- PER Peru (8)
- PUR Porto Rico (11)
- DOM República Dominicana (8)
- SUR Suriname (1)
- URU Uruguai (2)
- VEN Venezuela (9)

## Medalhistas

### Kyorugi
Masculino
| Evento                 | Ouro                                                          | Prata                                                       | Bronze                                                          |
| ---------------------- | ------------------------------------------------------------- | ----------------------------------------------------------- | --------------------------------------------------------------- |
| Até 58 kg detalhes     | Brandon Plaza MEX México                                      | Lucas Guzmán ARG Argentina                                  | Jhon Garrido COL Colômbia                                       |
| Até 58 kg detalhes     | Brandon Plaza MEX México                                      | Lucas Guzmán ARG Argentina                                  | Paulo Ricardo Melo BRA Brasil                                   |
| Até 68 kg detalhes     | Khalfani Harris USA Estados Unidos                            | Bernardo Pié DOM República Dominicana                       | Tae-Ku Park CAN Canadá                                          |
| Até 68 kg detalhes     | Khalfani Harris USA Estados Unidos                            | Bernardo Pié DOM República Dominicana                       | José Luis Acuña ARG Argentina                                   |
| Até 80 kg detalhes     | Carl Nickolas USA Estados Unidos                              | Miguel Trejos COL Colômbia                                  | Kelvin Calderón CUB Cuba                                        |
| Até 80 kg detalhes     | Carl Nickolas USA Estados Unidos                              | Miguel Trejos COL Colômbia                                  | Lucas Ostapiv BRA Brasil                                        |
| Mais de 80 kg detalhes | Carlos Sansores MEX México                                    | Jonathan Healy USA Estados Unidos                           | Agustín Alves ARG Argentina                                     |
| Mais de 80 kg detalhes | Carlos Sansores MEX México                                    | Jonathan Healy USA Estados Unidos                           | Marc-André Bergeron CAN Canadá                                  |
| Equipes detalhes       | Edival Pontes Maicon de Andrade Paulo Ricardo Melo BRA Brasil | Joaquín Churchill Ignacio Morales Aarón Contreras CHI Chile | Uriel Gómez Carlos Navarro Bryan Salazar MEX México             |
| Equipes detalhes       | Edival Pontes Maicon de Andrade Paulo Ricardo Melo BRA Brasil | Joaquín Churchill Ignacio Morales Aarón Contreras CHI Chile | Adrián Miranda José Carlos Nieto Julio César Arroyo ECU Equador |

Feminino
| Evento                 | Ouro                                                                          | Prata                                                       | Bronze                                                      |
| ---------------------- | ----------------------------------------------------------------------------- | ----------------------------------------------------------- | ----------------------------------------------------------- |
| Até 49 kg detalhes     | Daniela Souza MEX México                                                      | Andrea Ramírez COL Colômbia                                 | Giulia Sendra ARG Argentina                                 |
| Até 49 kg detalhes     | Daniela Souza MEX México                                                      | Andrea Ramírez COL Colômbia                                 | Melina Daniel USA Estados Unidos                            |
| Até 57 kg detalhes     | Skylar Park CAN Canadá                                                        | Maria Clara Pacheco BRA Brasil                              | Caitlyn Cox USA Estados Unidos                              |
| Até 57 kg detalhes     | Skylar Park CAN Canadá                                                        | Maria Clara Pacheco BRA Brasil                              | Carolena Carstens PAN Panamá                                |
| Até 67 kg detalhes     | Leslie Soltero MEX México                                                     | Ava Lee HAI Haiti                                           | Claudia Gallardo CHI Chile                                  |
| Até 67 kg detalhes     | Leslie Soltero MEX México                                                     | Ava Lee HAI Haiti                                           | Kristina Teachout USA Estados Unidos                        |
| Mais de 67 kg detalhes | Madelynn Gorman-Shore USA Estados Unidos                                      | Gloria Mosquera COL Colômbia                                | Aliyah Shipman HAI Haiti                                    |
| Mais de 67 kg detalhes | Madelynn Gorman-Shore USA Estados Unidos                                      | Gloria Mosquera COL Colômbia                                | Victoria Heredia MEX México                                 |
| Equipes detalhes       | Katherine Rodríguez Madelyn Rodríguez Mayerlin Mejía DOM República Dominicana | Victoria Heredia Fabiola Villegas Leslie Soltero MEX México | Caroline Santos Maria Clara Pacheco Sandy Macedo BRA Brasil |
| Equipes detalhes       | Katherine Rodríguez Madelyn Rodríguez Mayerlin Mejía DOM República Dominicana | Victoria Heredia Fabiola Villegas Leslie Soltero MEX México | Arlettys Acosta Frislaidis Martínez Marlyn Pérez CUB Cuba   |

### Poomsae
| Evento                        | Ouro                                  | Prata                                              | Bronze                                  |
| ----------------------------- | ------------------------------------- | -------------------------------------------------- | --------------------------------------- |
| Individual masculino detalhes | William Arroyo MEX México             | Elian Ortega NCA Nicarágua                         | Luis Colón PUR Porto Rico               |
| Individual masculino detalhes | William Arroyo MEX México             | Elian Ortega NCA Nicarágua                         | Hugo Del Castillo PER Peru              |
| Individual feminino detalhes  | Kaitlyn Reclusado USA Estados Unidos  | María Higueros EAI Equipe de Atletas Independentes | Seo Lee Kim MEX México                  |
| Individual feminino detalhes  | Kaitlyn Reclusado USA Estados Unidos  | María Higueros EAI Equipe de Atletas Independentes | Arelis Medina PUR Porto Rico            |
| Duplas mistas detalhes        | William Arroyo Seo Lee Kim MEX México | Elian Ortega Ingrid Darce NCA Nicarágua            | Luis Colón Arelis Medina PUR Porto Rico |
| Duplas mistas detalhes        | William Arroyo Seo Lee Kim MEX México | Elian Ortega Ingrid Darce NCA Nicarágua            | Mario Troya Katlen Jerves ECU Equador   |

## Quadro de medalhas
| Ordem | País                                | Medalha de ouro | Medalha de prata | Medalha de bronze |    |
| ----- | ----------------------------------- | --------------- | ---------------- | ----------------- | -- |
| 1     | MEX México                          | 6               | 1                | 3                 | 10 |
| 2     | USA Estados Unidos                  | 4               | 1                | 3                 | 8  |
| 3     | BRA Brasil                          | 1               | 1                | 3                 | 5  |
| 4     | DOM República Dominicana            | 1               | 1                |                   | 2  |
| 5     | CAN Canadá                          | 1               |                  | 2                 | 3  |
| 6     | COL Colômbia                        |                 | 3                | 1                 | 4  |
| 7     | NCA Nicarágua                       |                 | 2                |                   | 2  |
| 8     | ARG Argentina                       |                 | 1                | 3                 | 4  |
| 9     | CHI Chile                           |                 | 1                | 1                 | 2  |
|       | HAI Haiti                           |                 | 1                | 1                 | 2  |
| 11    | EAI Equipe de Atletas Independentes |                 | 1                |                   | 1  |
| 12    | PUR Porto Rico                      |                 |                  | 3                 | 3  |
| 13    | CUB Cuba                            |                 |                  | 2                 | 2  |
|       | ECU Equador                         |                 |                  | 2                 | 2  |
| 15    | PAN Panamá                          |                 |                  | 1                 | 1  |
|       | PER Peru                            |                 |                  | 1                 | 1  |
| TOTAL | TOTAL                               | 13              | 13               | 26                | 52 |